# Аннексия Бессарабии Российской империей (1812)
Аннексия Бессарабии Российской империей была формализована подписанием Бухарестского мирного договора 16 (28) мая 1812 года, когда главнокомандующий русской армией Михаил Илларионович Кутузов заключил мир с Османской империей. В соответствии с условиями договора, Османская империя, не обладая юридическим правом над большей частью территории между Прутом и Днестром, уступила России территорию площадью 45 630 км² с населением около 250 тысяч человек, пятью крепостями, семнадцатью ярмарочными городами и примерно 700 селениями, принадлежавшими Молдавскому княжеству. В результате аннексии территория самого княжества сократилась до 38 221 км². Аннексия Восточной Молдавии Российской империей в 1812 году ознаменовала собой начало «бессарабской проблемы» в историографии. Уже в ранний период эта проблема проявилась через сопротивление со стороны румынской элиты и одностороннее игнорирование ситуации со стороны России, что наложило отпечаток на всю систему российско-румынских отношений в течение XIX века.

## Исторические предпосылки

### Восточный вопрос и российская экспансия
Проблема Бессарабии зародилась в контексте так называемого «восточного вопроса», представлявшего собой сложный комплекс геополитических противоречий между крупными державами Европы, вызванный постепенным ослаблением Османской империи. Вмешательство России, Австрии, Великобритании и особенно Франции в дела региона определялось стремлением сохранить баланс сил на Балканах и предотвратить односторонний передел территорий. Во второй половине XVIII века, на фоне усиления позиций Российской империи в Центральной и Юго-Восточной Европе, «восточный вопрос» обостряется. Это происходит параллельно с очевидным ослаблением способности Османской империи контролировать внутреннюю ситуацию на огромных территориях, находящихся как под её прямым управлением, так и в зоне её влияния. Несмотря на это, Порта продолжала воспринимать себя как ведущего международного игрока, хотя на практике нередко выполняла функции марионетки в руках западных держав. Именно в этот период Россия начинает более чётко формулировать свою стратегию в регионе, продвигая идею «независимости» румынских княжеств, но в орбиту своего влияния и контроля. Однако столь быстрые военные и политические успехи вызывают тревогу не только у части румын, страдавших от поборов, грабежей и принудительного содержания русских войск, но и у великих европейских держав. Австрия, Пруссия и Великобритания с беспокойством наблюдают за стремительным усилением России на Балканах. В 1771 году Австрия заключает сепаратный мир с Портой и берёт на себя обязательство содействовать возвращению территорий, занятых русскими. Хотя на короткое время внимание европейских держав переключается на первый раздел Речи Посполитой (1772), Россия, несмотря на внутренние волнения (восстание Емельяна Пугачёва), добивается победы над турецкой армией и подписывает выгодный мир в Кючук-Кайнарджи (1774 г.). Согласно договору, восточная граница России теперь доходила до реки Буг, Крымское ханство объявлялось независимым (что стало предвестием его аннексии в 1783 году), а Россия получала право протектората над всеми православными христианами, находившимися под властью Порты. Это фактически закладывало основу для двойного контроля над Дунайскими княжествами — под формальным сюзеренитетом Османской империи, но под фактическим покровительством России.
С целью реализации своей долгосрочной программы по аннексии румынских княжеств Россия стремилась к сближению с Австрией и в 1781 году заключила с ней союз. Это сближение вскоре достигло значительных успехов, особенно в ходе переписки между Екатериной II и Иосифом II, положившей начало так называемому «греческому проекту». В основе этого проекта лежали два стратегических доклада: один был представлен императрице князем Потёмкиным ещё до заключения Кючук-Кайнарджийского мира 1774 года, а другой — князем Безбородко в 1782 году. Проект предусматривал уничтожение Османской империи и восстановление на её руинах православной Византии, с воцарением на престоле в Константинополе внука Екатерины — Константина. В случае невозможности уничтожения Турции предполагалось создание независимого государства Дакия в качестве буферного образования на территории Молдавии и Валахии. Главой этого государства должен был стать христианский монарх. Согласно проекту, это государство не подлежало ни аннексии Россией, ни подчинению Турции, а князь Потёмкин должен был занять трон Дакии. После дипломатических споров с австрийскими представителями Австрия в конце концов утвердила данный проект. Аннексия Крыма Россией, официально оформленная манифестом от 8 апреля 1783 года, произвела сильное впечатление в Европе. Именно из-за Крымского вопроса в 1787 году разразилась новая русско-турецкая война, в которой Австрия выступила на стороне России. В итоге, 29 декабря 1791 года (9 января 1792 года) был заключён Ясский мирный договор. Согласно его условиям, границей между Российской и Османской империями становился Днестр, а румынские княжества сохраняли прежний политико-правовой статус. Проект создания независимого государства реализован не был. Правление императора Павла I (1796–1801) ознаменовалось непоследовательной политикой по отношению к Порте. Вначале он заключил с Османской империей договор о дружбе (1798), однако уже с 1800 года курс начал меняться. Граф Фёдор Ростопчин представил императору проект нового раздела Османской империи, при согласии Австрии, Пруссии и Франции. Согласно этому плану, вся Молдавия должна была быть аннексирована Россией, Валахия передавалась Австрии, а Греция становилась республикой под коллективным протекторатом великих держав. Павел одобрил план, однако реализация была прервана его внезапной гибелью в результате заговора.

### Восточный вопрос в контексте обострения русско-французских противоречий в период возвышения Наполеона
В период с 1787 по 1792 год велась новая русско-австро-турецкая война, в ходе которой османские войска были вынуждены сражаться на два фронта — против Австрии и против России. Несмотря на ряд поражений нанесенных русскими и австрийцами османам, достигнутые успехи были омрачены общей тревогой, охватившей элиты христианских государств Европы на фоне Великой французской революции, начавшейся в 1789 году. Австрия вышла из войны раньше России, заключив в августе 1791 года Систовский мир с Портой. Россия подписала мирный договор лишь год спустя, в 1792 году в Яссах, обеспечив себе, тем не менее, существенное преимущество — территорию между Бугом и Днестром. Победа французских революционеров, а впоследствии приход к власти Наполеона породили в восточноевропейском пространстве как страхи, так и надежды. Следует подчеркнуть, что французское влияние в румынских княжествах имеет давнюю историю, начиная с первой половины XVIII века, когда часть фанариотской элиты ориентировалась на культурные образцы Франции. С распространением идей революции внутри молдавского боярства формируется франкофильская партия, существовавшая наряду с русофильской. Это не обязательно свидетельствовало о симпатии к той или иной державе, сколько выражало политическую ориентацию, стремление избежать катастрофы, надежду на защиту и покровительство в обмен на возможные уступки, от кого бы они ни исходили.

Наибольший интерес к дунайским княжествам продолжала проявлять Россия, особенно с тех пор как её гражданская администрация и военные обосновались на левом берегу Днестра. Ещё в 1803 году российский канцлер Александр Воронцов обращал внимание императора Александра I на стратегическую важность этих княжеств для Российской империи и настоятельно рекомендовал как можно скорее их оккупировать. Некоторое время, вплоть до окончательного раздела Польши, внимание Санкт-Петербурга было сосредоточено к северу от Молдавии. Россия получала согласие великих держав на аннексию обширных польских территорий в обмен на отказ от притязаний на османское наследие и Дунайские княжества. Однако гео-политические амбиции России к завоеваниям в юго-восточной Европе становились все более напористые, несмотря на осложнения, вызванные общеевропейской политикой. Продвижение империи к Балканам и проливам нарушало существующий баланс сил и вызывало всё большую тревогу и ревность со стороны других великих держав, особенно Франции и Великобритании. Американский историк Кит Хитчинс отмечает по этому поводу следующее:
«Соперничество между Францией и Россией в значительной степени определяло политическую историю Румынских княжеств в период между 1803 и 1812 годами. Это было опасное время для княжеств. Пока великие державы пытались урегулировать свои разногласия между собой, Румынские княжества постоянно находились под угрозой прямой аннексии или рассматривались как объект территориальной компенсации в обмен на уступки в других частях Европы».
Наполеон осознавал, что распад Османской империи значительно сыграл бы на руку главному врагу Франции — Великобритании. Исходя из этого, он сформулировал внешнеполитическую позицию, направленную на сохранение целостности Турции, рассматривая её как барьер на пути экспансии как Российской, так и Британской империй. Будучи убеждённым в том, что именно Россия представляет главную угрозу для целостности Османской империи, а следовательно — и для позиций Франции в Восточном Средиземноморье, французская сторона вмешавалась во внутренние дела Османской империи, побудив турецкие власти сместить обоих господарей в румынских княжествах — Константина Ипсиланти в Валахии и Александра Мурузи в Молдавии. Султан Селим III, осознавая угрозу исходящей от России, принял решение восстановить их на престоле в обоих княжествах, поскольку смещение обоих господарей нарушало ранее подписанные соглашения. Однако руководство Российской империи не собиралось отказываться от своих позиций в регионе, и потому император Александр I принял решение прибегнуть к силе.

## Аннексионистские намерения России в ходе военных действий 1806–1812 годов.
Несмотря на то, что султан Селим III, под давлением российской дипломатии, 3 (15) октября 1806 года восстановил на престоле обоих ранее смещённых господарей дунайских княжеств, это не предотвратило войну. Для политического руководства Российской империи такое решение служило лишь удобным предлогом для осуществления имперской экспансии. Таким образом, начало русско-турецкой войны осенью 1806 года было вызвано не столько неизбежными на тот момент разногласиями между Россией и Турцией, сколько неблагоприятным для России пересечением интересов с Францией в юго-восточной Европе. 18 (30) октября 1806 года император Александр I отдал приказ своим войскам переправиться через Днестр и занять румынские княжества. Российский командующий Андрей Будберг 26 ноября 1806 года заверял, что царь «не имеет никакого намерения вести завоевания за счёт турок; военная оккупация Молдавии и Валахии преследует лишь цель побудить Порту к восстановлению прежних отношений между ней и Россией, как это предусмотрено договорами». Однако Россия, глубоко недовольная усилением французского влияния в юго-восточной Европе, ещё с 1803–1804 годов готовила войну на южном направлении, первой жертвой которой должны были стать Молдавия и Валахия. Наполеоновская Франция также не возражала против развязывания подобного конфликта, поскольку он позволил бы отвлечь русскую армию с Вислы на юг — к Нижнему Дунаю — и тем самым открыть французам свободный путь для наступления на восток. Учитывая стратегические интересы и возможную реакцию Англии и Австрии, Наполеон в 1807 году пошёл на временное сближение с Россией, заключив Тильзитский мир. Согласно договору, Россия обязалась вывести войска из Молдавии и Валахии, а Франция — выступить посредником в урегулировании конфликта между Петербургом и Стамбулом. Секретная статья договора предусматривала: если Порта отвергнет французскую медиацию, Париж и Санкт-Петербург совместно выдавят османов из Европы. 27 августа 1807 года в Слободзее было подписано перемирие между Россией и Османской империей, предусматривавшее взаимный вывод войск из княжеств, возвращение крепостей, вооружения и пленных. Однако император Александр I отказался ратифицировать соглашение, и русские войска остались на прежних позициях. Уже в ноябре того же года Александр направил в Париж официальную просьбу о разрешении целиком инкорпорировать Валахию и Молдавию в состав России. Наполеон дал согласие, увязав его с условием — уступкой Силезии Франции, ранее обещанной России по соглашению с Пруссией.
С другой стороны, и российская дипломатия не была лишена гибкости. Посол России в Париже, граф Петр Толстой, в переговорах с французским министром иностранных дел утверждал, что Тильзитский договор якобы обязывает к эвакуации лишь Молдавии и Валахии, но не касается Бессарабии (Буджака), то есть северной части Дунайской дельты. В феврале 1808 года в Петербурге возобновились переговоры между Францией и Россией о разделе юго-восточной Европы. Россия претендовала на Молдавию, Валахию и Болгарию, соглашаясь на передачи Франции Албании, Морее и Крита. Франция считала эти переговоры временными, до установления контроля над Испанией и возвращения к восточной экспансии. На встрече в Эрфурте в 1808 году Наполеон официально признал российские завоевания, согласившись с аннексией румынских княжеств Российской империей и признанием российской границы по Дунаю. Он также обязался не заключать мира с Великобританией до тех пор, пока та не признает за Россией Финляндию, Молдавию и Валахию. Даже Австрия, из прагматических соображений, выразила согласие с возможной аннексией княжеств. Единственным несогласным оставалась Османская империя — их формальный сюзерен.

## Бухарестский мирный договор, 16/28 мая 1812 г.
12 октября 1808 года в Эрфурте, в ходе тайной договорённости, Наполеон вновь признал за Россией право на присоединение Молдавии и Валахии. В письме от 2 февраля 1808 года он писал своему послу в Петербурге: «Мы не должны сталкиваться — мир слишком велик. Я не буду настаивать на эвакуации Молдавии и Валахии, если он [царь] не будет настаивать на моей эвакуации Пруссии». К декабрю 1809 года Наполеон официально также признал аннексию княжеств и перед французским Законодательным корпусом. После возобновления боевых действий в 1809 году русские войска форсировали Дунай, захватили Тутракан и Силистру. 15 апреля 1810 года Петербург официально уведомил, что «император Александр твёрдо желает мира, но считает необходимым добиться полного суверенитета над Молдавией и Валахией», согласно министру США в Петербурге Джону Куинси Адамсу. А 20 июля 1810 года граф Румянцев прямо заявлял: «Его Величество Император рассматривает Молдавию и Валахию как провинции своей империи, которые впредь будут управляться по её законам. Каждый, рождённый в этих землях, должен считаться подданным России».
15 мая 1810 года Россия предложила Османской империи заключить мир, сохранив за собой княжества. Переговоры были отвергнуты, но спустя год, 19 октября 1811 года, они были возобновлены — сначала в Джурдже, затем в Бухаресте, в Хане Манука. Позиции сторон оставались непримиримыми. В историографии существует версия о том, что Наполеон направил султану Махмуду II письмо с призывом не уступать княжества, так как Франция готовится к войне с Россией. Однако письмо якобы было перехвачено переводчиком Думитраке Мурузи и передано его братом Панайотом русской стороне. Версия спорная, но известно, что после подписания мира оба брата были казнены по приказу султана — как возможные виновники территориальных потерь. На завершающем этапе переговоров царь поручил продолжить дело мира адмиралу П. Чичагову, считая Кутузова слишком старым и вялым. В ответ на это оскорбление Кутузов резко ускорил переговоры и согласился ограничиться только восточной Молдавией — территорией между Прутом и Днестром, которая отныне получила название Бессарабия. 22 марта 1812 года император Александр I дал согласие на установление границы по реке Прут — «до её впадения в Дунай». Мирный договор был подписан 16 (28) мая 1812 года в Бухаресте, в Хане Манука — караван-сарае, принадлежавшем армянину Мануку Мирзаяну, пользовавшемуся влиянием как в османских, так и в русских кругах. Таким образом, Российская империя аннексировала территорию площадью 45 630 км² с населением около 250 000 человек, на которой находились пять крепостей, семнадцать торговых городков и примерно 700 сел.

## Реакции и сопротивление

### Оппозиция среди молдавской элиты
Молдавское боярство восприняло аннексию восточной части Молдавского княжества с большим недовольством и выражало решительное несогласие с насильственным отторжением территории. Ярким свидетельством этого является Анафора Генерального собрания от 26 октября 1812 года, в которой отражена коллективная скорбь по поводу «расчленения Молдавии». Особое значение имеет в том числе протест митрополита Молдавии Вениамина Костаки, отвергающий аннексию Бессарабии и направленный Венскому конгрессу; к нему присоединился и господарь Валахии Иоанн II Караджа. Кроме того, сохранились многочисленные жалобы, адресованные российским властям, в которых аннексия Бессарабии описывается как «жестокая» или «насильственная». В частности, известна коллективная жалоба ряда бессарабских бояр, поданная 12 февраля 1814 года императору Александру I, а также жалобы, направленные Священному синоду Русской православной церкви и Комитету министров.
По мнению молдавского историка Октавиана Цыку, даже после отчуждения Бессарабии Россией от Молдавского княжество, местное дворянство долго сохраняло румынскую ментальность, несмотря на постепенное вытеснение румынского элемента выходцами из внутренних губерний империи. Многие представители местной знати, получая российские титулы за службу империи, тем не менее не теряли пан-румынской направленности. Так, бывший вице-губернатор Бессарабии Филипп Вигель в 1830-х годах отмечал, что один из молдавских бояр, Александр Стурдза, не скрывал своего стремления видеть Молдавию и Валахию в составе единого независимого румынского королевства, включающего также Бессарабию, Буковину и Трансильванию. В 1839 году российские власти официально признавали существование в Бессарабии молдавского дворянства, проявляющего приверженность к румынской нации. К 1848 году влияние румынской революции распространилось и на Бессарабию: в Кишинёве планировалось издание газеты Românul. По мнению других российских чиновников, помещик Константин Кристеа, стремившийся в 1862 году открыть в Кишинёве молдавскую типографию, входил в «число тех молдавофилов, которые мечтают о единой и сплоченной Румынии». В том же контексте в 1862–1863 годах в Бессарабской губернии отмечается существование «партии бояр, которые, воспользовавшись восстанием в Польше, мечтают о восстановлении молдавской нации в Бессарабии с тем расчётом, чтобы при благоприятных обстоятельствах нация могла потребовать объединения с Молдавией [т.е. с Румынией]».

### Массовая эмиграция местного населения
В качестве формы протеста местного румынского населения против аннексии Бессарабии Российской империи в 1812 году в первые годы после отчуждения стал массовый исход молдаван за Прутом. Таким образом, из Бессарабии в Молдавское княжество эмигрировало только до 1815 года более 5000 семей (примерно от 20 до 30 тысяч человек). Этот массовый отток населения побудил генерал-губернатора Красно-Милашевича издать секретный циркуляр, направленный на сдерживание процесса эмиграции из Российской империи. Любое лицо, уличённое в бегстве из Бессарабии, подлежало аресту и принудительному этапированию. Согласно русскому историку и публицисту Павлу Свиньину, жители Бессарабии покидали свои родные места, поскольку «не выносили бремени повинностей и угнетений».

## Международно-правовые аспекты аннексии Бессарабии в 1812 г.
Один из первых, кто обратил внимание на юридическую нелегитимность акта, подписанного в Бухаресте в мае 1812 года, был философ и экономист Карл Маркс. В своих размышлениях он подчеркивал:
«Турция не могла уступить то, что ей не принадлежало, поскольку Османская Порта никогда не обладала суверенитетом над Румынскими княжествами. Сама Порта это признала, когда в Карловицах, под давлением поляков, требовавших уступки Молдо-Валахии, ответила, что не имеет права на какую-либо территориальную цессию, так как капитуляции предоставляли ей лишь право сюзеренитета».
По мнению историка Влада Мишкевы, аннексия Бессарабии в 1812 году представляла собой насильственное и произвольное отделение этой территории из состава Молдавского княжества. В этом свете Бухарестский договор, заключённый между Российской и Османской империями, с точки зрения международного права является ничтожным ab initio — то есть с момента своего подписания. Ещё в межвоенный период румынская дипломатия определила, что «означает, с точки зрения международного права, акт 1812 года», в тезисе, сформулированном румынским дипломатом Николае Титулеску. Он справедливо утверждал: «Турция уступила Бессарабию России. Этой уступкой Турция грубо нарушила свой вассальный договор; а Россия стала соучастницей нарушения международного договора. Однако соучастие в нарушении международного договора не может создать право… Если Бессарабия вновь оказалась в нашем владении, (…) то требовать признания Россией этой аннексии — значит отказаться от двухтысячелетнего обладания ею; это означало бы, что мы ратифицируем нарушение международного договора, совершённого Турцией в 1812 году, и признаём русско-турецкое соучастие источником права».